# Hoplebaea rufolineata
Hoplebaea rufolineata är en skalbaggsart som beskrevs av Louis Burgeon 1945. Hoplebaea rufolineata ingår i släktet Hoplebaea och familjen Melolonthidae. Inga underarter finns listade i Catalogue of Life.